# Русский пионер
«Ру́сский пионе́р» — русскоязычный литературный иллюстрированный журнал, выходит в России с февраля 2008 года. Главный редактор журнала — Андрей Колесников.
В журнале: колонки российских журналистов, а также известных людей, которые на страницах «Русского пионера» делятся своими мнениями и взглядами на разнообразные темы: политика, бизнес, наука, спорт, культура и другие. Так, в роли колумнистов выступали Владимир Путин, Владислав Сурков, Сергей Лавров, Михаил Фридман, Петр Авен, Аркадий Дворкович, Михаил Прохоров, Виктор Вексельберг и другие. 
Под эгидой журнала развивается бренд «Пионерские чтения». Сейчас это традиционное культурное событие, место встреч колумнистов журнала со своей аудиторией.
Владельцем журнала «Русский пионер» с февраля по сентябрь 2008 года был VIP International. С сентября 2008 года по декабрь 2012 года владельцем была медиагруппа «Живи!».
С декабря 2012 владельцем журнала является предприниматель, имя которого не называется.
В 2020 году была подтверждена информация о том, что 49% «Русского пионера» принадлежит семье Максима Викторова.

## Редакция журнала
- Главный редактор: Андрей Колесников
- Шеф-редактор: Игорь Мартынов
- Генеральный директор: Евгения Кудинова
- Арт-директор: Антон Бизяев
- Главный редактор сайта: Дария Донскова